# 花に染む
『花に染む』（はなにそむ、HANANISOMU）は、くらもちふさこによる日本の漫画作品。
『コーラス』（集英社）にて2010年3月号より連載を開始し、2011年10月号を最後として第1部が完結となった。後継誌『Cocohana』2013年7月号より「新章」の連載が再開され、2016年9月号で完結した。単行本は全8巻。
同誌で連載されていた「駅から5分」の登場人物を別の視点から描いた外伝作品で、同作の連載を一時中断して本作の連載が開始された。
ジャンルはおそらく恋愛漫画だが、陽大・雛の心理描写が巧みに隠され、作中の不審火事件も未解決なことからミステリー要素も強く、全体的にシリアスな作風となっている。
弓道は主要な登場人物を繋ぐ要素であり、袴を着て弓を引き、練習や試合を行う場面がしばしば登場する。しかし生活の一部としての断片的な描写であり、いわゆるスポーツ漫画ではない。作中で花乃が出場する団体戦は3人立で、立ち順表記は大前、中、落。試合中における行射の描写は50ページほどである（単行本第3巻時点）。
第21回手塚治虫文化賞マンガ大賞受賞作。

## あらすじ
比々羅木神社の息子・圓城陽大は、兄の陽向と従妹の雛と共に弓道に励む日々を送っていた。陽大の流鏑馬姿を見て弓道を始めた神社の隣の畳屋の娘・宗我部花乃も、中学校の弓道部で圓城兄弟と弓道に励んでいた。だがある夜、神社の宝物殿から出火し、陽大は両親と兄を一度に亡くしてしまう。その火災以来、花乃は陽大と連絡を取ることすらままならなくなるが、やがて陽大が親戚である雛の養子になることを聞く。

## 登場人物

### 主要人物
宗我部 花乃（そがべ かの）
本作の実質的な主人公。比々羅木神社の隣の「宗我部畳店」の娘。長い黒髪をポニーテールにしている。小学校6年生の時に流鏑馬姿の陽大に心を奪われ、自身も弓道を始める。陽大に対する想いは恋愛以上のものである。
中学生時
倭舞（やまとまい）中学校弓道部唯一の女子部員。中学校2年生の時に関東大会の団体戦男子の部に大前として出場し、陽大・陽向とともに優勝した。圓城兄弟と三位一体となり練習をしていたが、着替えなどの際、自分だけ別行動となり水を差された気分になったことから「男子になりたい」と常々思っていた。比々羅木神社の火災では陽向を発見して制止しようとしたが振り切られ、その後は追いかけずに思い出したように陽大を探す。雛と一緒に居た陽大を見つけ（花乃には雛が陽大にキスをしていたように見えていた。）、その事を伝えたが、陽大が宝物殿へ向かおうとしたため、抱きつき歯を食いしばりながら全力で止めた。陽大が入院した後、車椅子で病院を連れ出し、学校や弓道場を回った後、車椅子を隠し、背中に担いで自宅の自室へと運んだ。父に呼ばれ部屋を出た後、陽大の事を聞かれ、適当な嘘で誤魔化したが強引に部屋を開けられる。しかし陽大は部屋を抜け出していた。この時、陽大が声が出ないフリをしていると考えた。翌日、弓道部員と見舞いに行くが、別の施設へ転居してしまった後だった。自宅に帰ると父から雛の携帯電話の番号を渡された。雛に電話し、陽大の意識がある可能性を伝えたが、虚偽の話をするあなたが心配だとして電話を切られた。
高校生時
倭舞高校1年生の時に高等学校弓道大会に出場し、雛や新保と出会う。個人戦で3位に入賞し、団体戦では中を務め、坊野学園との試合では皆中したものの敗れた。雛とは中学生の時の電話以来話会話をしていなかったが、大会の前後に会話し、少し前に陽大からメールを受け取り、それに対し空メールを返信し、大会最終日に空メールが返ってきたことを雛に伝えた。そして雛から陽大の複雑な近況を聞くことになり、一緒に電車で花染神社へ向かう。その際、雛と陽大の関係を質問し、自身は親友であり恋愛感情は無いと伝えた。花染神社の前で同じ学校の女子生徒と会話している陽大としばらく見つめ合った後、雛に花染駅まで送ってもらった。電車を待っていた時に見送る陽大を見かけ、電車には乗らず一目散に駆け寄り、長らく話せなかった期間の思いを伝えた。陽大から「仮想」生活の話を聞き、自身もそれに便乗し、東京の茴香女子大学に入学し、3年後に花染神社で陽大と再会するという理想を伝え、陽大の射を再び見て別れた。直後から弓道では早気になり、1年生にして団体戦での出場が決まるも、そのままインターハイを迎え、チームの足を引っ張り敗退した。2年生になっても早気は克服できず、3年生で退部した。茴香女子大学を受験したが結果は不合格、同日高校の合格が決まった陽大と再会し、別れた。
高校卒業後
予備校と花染調理師専門学校に通っている。3ヶ月ぶりに陽大の自宅で再会し、陽大に頼まれ現在の射を見せるが、1年以上弓に触れておらず、早気も治っていないため矢を落とした。受験を失敗したため、「仮想」を書き換えスポーツ栄養士となり陽大をサポートすることを目指す。陽大に車で真宿駅(？)まで送ってもらい陽大宅の鍵を渡される。去っていく陽大へ手を振り、「男になりたい」と言っていた自分が女として振舞っていることに気づいた。実家に帰り、父から弓を渡され自室で弓を引くと子供の頃の流鏑馬を思い出し、料理学校を中途退学し浪人生となる。翌春、茴香女子大学に合格した。
大学生時
茴香女子大学生活科学部に通っている。当初は遠距離通学をしており、お礼参りと部屋探しをする体で花染神社を訪れ陽大と再会し、合格したことを伝えた。インターハイ東京都予選前のある日、部屋探しのため花染駅で待ち合わせをしていたが陽大から場所を花染駅から陽大宅へ変更される。中で待っていると陽大より先に雛と遭遇し色々と質問される。直後、陽大が現れ一悶着起きるが、雛から神社所有のアパートの空き部屋（陽大の部屋の左下）を薦められそこへ住むこととなる。陽大の東京都予選を訪れ、陽大と親しそうにしている入谷に軽い嫉妬を覚える。陽大がインターハイ優勝後、祝福するために向かった花染駅で入谷を紹介される。大学内で雛から話があると言われ弓道場に呼び出され、楼良を紹介され1ヶ月で的前に立てるよう手伝って欲しいと頼まれ、楼良の格好などを見てすぐに断った。しかし、雛から詳細を聞かされ陽大が関わっていることがわかり、しぶしぶ協力する。また、この件は陽大に言わないよう雛から口止めされた。楼良が初めて巻藁練習をした日、手本として自身も弓を引いており、それを見ていた雛から後で早気が治っていたと言われた。同日、陽大に報告すると「笑顔を見たのが初めて」と言われた。雛と陽大の関係について陽大に聞くと、「（火災の日に）花乃も見ていたのか？」と頭突きをされた。その後、社務所でそれを見ていた雛から火災の夜の詳細を聞かされ、アパートに戻り陽大にそれについて話すと怖い顔になる陽大を見て、現在のこじれた関係は根が深いことを知った。楼良が陽大と手合わせした日に雛から弓道部へ誘われ、入部を承諾した。その夜、アパートで陽大を待ち、楼良への指導を黙っていたことを謝った。坊野学園との練習試合でお菊先輩と再会し狼狽していたところを新保に助けられ、彼女の「褒め殺し」を気にしないように忠告された。その直後、今まで一度も見たことのない顔でずっと自分を睨んでいるお菊に気づき、その顔を知ることができて逆にホッとした。試合後、団体戦で初矢を外したものの7中し、雛の個人戦勝利の報告も兼ねて花染高校の学園祭へ向かうと楼良と会った。その後、陽大に報告し帰宅。自室から陽大が楼良をアパートへ連れてくるのを見かけ落ち込む。
圓城 陽大（えんじょう はると）
比々羅木神社の神主の次男。年齢は花乃の1つ下。実兄の陽向よりも雛に顔が似ていると言われる。比々羅木神社宝物殿の火災で両親と兄を亡くした。
小学生時
5年生の時は運動神経が良く、すでに和弓を扱い、流鏑馬も行っていた。花乃とは宗我部畳店が畳を搬入した時に出会う。比々羅木神社に生まれたことを誇りに思っており、養子になれば花染神社の宮司になれると言われ嫌がっていた。6年生の時に雛が比々羅木神社を訪れ、「（花乃も）陽向の花嫁候補？」と聞いた際、それを否定するかのように「僕の親友」と答えた。
倭舞中学校在籍時
1年生の時に花乃とともに弓道の関東大会に出場し団体戦で中を務めて優勝した。比々羅木神社大例祭で流鏑馬を行うことを楽しみにしていた。火災の夜、怪しい人影を見たと雛に外へ連れ出され、火の手が上がるのを見た直後、後から来た陽向へ見せつけるように雛からキスをされた。陽向が去って呆然としていた所、花乃から宝物殿が炎上しているのを聞き、自身も向かおうとしたが花乃の必死な制止により阻止された。火災により両親と陽大を亡くし、心因性のショックで一時的に失声症になり南湘医療センターに入院する。花乃に車椅子で連れ出され学校などを回った後、花乃の自室へ行くが、花乃の父に見つかる前に失踪し、比々羅木神社の境内で雛に保護され病院へと帰った。その間も言葉を話すことはなかった。翌日、総代のつてで関西にある専門のケア施設が見つかり、花乃とは会わずに転院した。
療養後
自身15歳、花乃が高校1年生となる春に関西の療養施設を出て上京し、花染神社の養子となり東京・花染町へ引っ越した。養子になる条件として総代会を開かせ、自らの経歴を詐称し、今後は表向きでは実子として扱うよう提案した。花乃と別れて1年半ぶりに1度だけ花乃にメールを送り、元気になり新しい環境へ移ること、倭舞の皆とは距離を置きたいことを伝えた。花乃が空メールを返信してきたので、花乃が高校2年生の弓道大会の日に空メールを返した。その間、雛には何も言わないよう口止めしていた。同大会の後、花乃と再会し、姿無き家族を連想してしまう倭舞での生活はつらいことと、現在の花染町での「仮想」生活について話した。花染町で通っている中学校には弓道部が無く、利用している電車の1番線沿線にある区民体育館で個人的に弓道の練習をしており、そこで花乃に現在の射を見せて別れた。花染高校の合格発表後に花乃と1度会う。
高校生時
花染高校に入学し弓道部を立ち上げる。部員は5人。3ヶ月ぶりに花乃と再会し、その日に自動車運転免許証を取得。花染神社の所有するアパートで暮らしており、花乃に自室の鍵を渡した。1年後の春（高校2年生時）、大学に合格した花乃と再会する。花乃の部屋探しの手伝いをする日、境内で倒れた櫻井を病院へ運ぶため予定が変わり、花乃に花染駅から自室で待つよう伝え、再会するが、無断で入っていた雛と口論となる。東京武道館で行われるインターハイ東京予選に出場し、団体戦では皆中もあった。この日、花染高校では生徒会長をやっていることもあり、生徒会の友人達が試合を見るために訪れていた。後日、インターハイ本戦に進み個人戦で優勝した。花乃が早気が治った報告をされた日、雛との関係について質問され、花乃に頭突きをし、火災の日に似たようなことを自身に行った雛にあてつけとして見せつけた。その夜、アパートで花乃に火災の夜の話をされ、感情を顕わにし、「陽向兄は絶望したまま逝った」と花乃に言い、現在も雛を許していないことを示した。楼良と弓で手合わせをするが、的を外し負け、交際することになった。楼良が雛から教わったことに気づき楼良にそれを伝えた。楼良の実力は花乃の指導によるものと気づいておりアパートで待っていた花乃にそれを伝えた。学園祭は忙しく、楼良のお姫様ごっこにはつき合えないと事前に忠告したが楼良が無視して訪れたため冷たい態度を取る。自身の運命について語り、自室へ楼良を連れて行く。
圓城 雛（えんじょう すう）
陽向・陽大の従姉妹。しばしば比々羅木神社にも訪れていた。小さい頃に母親を亡くしており、母の代わりとして父と一心になり花染神社に仕え生涯を捧げるつもりだった。年齢は花乃の1つ上。
中学生時
花乃が中学校1年生の時に巫女修行の為に比々羅木神社を訪れ、花乃と出会う。弓道関東大会の前年度個人優勝として登場する。花染中学校所属。比々羅木神社の火災の時期に祭の手伝いをするために訪れており、火災の前日に叔母（陽大の母）から高校を卒業したら移り住むよう提案された。火災当日の夜、毛布を探しに廊下に出た際、宝物殿へ走る人影を見て、陽大にそれを伝え、二人で神社へ向かった。陽向が雛と「一緒になりたい」と発言したことから自身と陽大の交換という構図が出来上がってしまい、本心を隠して言わない陽大と思い通りに事が運ぶことを当然としていた陽向に業を煮やしていた。お互いが家族のいる神社に残れるよう、好き合っているという嘘を陽大から陽向に伝えるよう提案した。陽大が火を発見した直後に、陽向が現れ、雛は抗議の意味を込めて陽大にキスをし陽向に見せつけ、その場を去らせた。後日、父に花乃がいなければ陽大も火に飛び込んでいたと伝え、その翌日の午前中に宗我部畳店を訪れ、花乃宛に自身の携帯電話番号を書いたメモを残して去った。
高校生時
茴香学園（ういきょうがくえん）弓道部所属。高校1年生の時にインターハイで優勝した実力者。2年生となる春に、療養施設を出て花染神社に引っ越してきた陽大と再会する。それまでは陽大にずっと避けられていると感じていた。花乃も出場した高等学校弓道大会に出場、早気に悩まされていたが団体戦では皆中などもし、優勝した（個人・団体の詳細は不明）。大会終了後に花乃に陽大からのメールを見せられ、陽大の近況を伝え、花乃とともに花染神社へ向かい、遠くから陽大を見せた後、花乃を花染駅まで送った。
大学生時
茴香女子大学に通う3年生、弓道部に所属し主将を務めている。眼鏡をかけるようになり、陽大との関係は悪化している。神社の境内で櫻井が倒れ、石畳の血痕を落とすためのデッキブラシを回収するため陽大の部屋を訪れ、花乃と4年ぶりに再会、部屋探しをしている花乃に神社所有のアパートの空き部屋に住むよう提案した。陽大の気を引くために弓を習いたいと現れた楼良に対し、条件として1ヶ月後に陽大と的前で勝負するよう提案した。指導を行う予定だったが、自身は大例祭直前であり、弓道部での仕事もあるため時間が限られているため、花乃に詳細を話し、大例祭が終わるまで初期の個人練習を代わってくれるよう頼んだ。さらにこの事を陽大には言わないよう花乃に口止めした。楼良が巻藁練習を初めて行った日に、自身が火災の日に行ったことを模した行為を陽大に見せられ、花乃に火災直前の出来事を話した。神職の資格を取るために勉強もしており、大例祭では最後の巫女舞を見せた。楼良が陽大と手合わせをした日に花乃を弓道部へと誘った。花乃から楼良へ「まじない」を教えたことと口止めに関して疑問を投げかけられたが、自身の行動で陽大と花乃の関係を崩さないためと説明した。坊野学園との練習試合で恩師の有馬と再会した。団体戦で8射皆中し、新保との射詰の末、個人戦優勝となった。
水野 楼良（みずの ろうら）
ゴスロリ風の私服で茴香女子大学に通う学生。髪型は盛り髪ポニーテールでお嬢様口調。一連の行動から裕福な家庭の生まれと思われる。大学では花乃と同じ学年で時々同じ講義も受講する。名前の由来は生まれる前日に母親がオーロラ姫の夢を見たことにちなんでいる。
電車内で見かけた陽大に一目惚れし、プリンセスというHNを用いて花染町ウェブサイト内の掲示板で情報を収集し、雛に近づいた。陽大の気を引くために弓を習いたいと雛に告げ、雛からは弓道部へ入部し、弓で陽大と勝負するよう提案された。忙しい雛に代わり、初期は花乃から弓道の基礎を習うことになった。稲葉が弓道部に着任する前日に陽大に手合わせを申し出た。花乃の提案で美容室で髪を黒に染めるが、髪型を決めるのに時間がかかっていたため、バッサリ短くするよう花乃に言われ、それに応じてショートボブに変わった。陽大との手合わせに勝つが、雛が指導したことがばれてしまった。手合わせの後、花乃と雛に手作りの弽袋を渡すために花染神社を訪れた。後日、エクステを駆使してすぐに元の髪型へ戻し、陽大の助言により弓道部へ入るという雛との約束を破った。その後、陽大と交際する。陽大から学園祭当日は忙しく、つき合えないと事前に言われていたが堂々と校門に現れ、入ろうとしたがチケットを持っておらず交渉、電話で陽大からも不可能だと言われた。帰らずそのまま学園祭が終わるまでグラウンドのフェンスの外からずっと陽大を見ていた。あまりの執拗さから陽大に冷たい発言をされるが、何故か自室へ呼ばれる。

### 比々羅木神社
読みは「ひいらぎじんじゃ」。花乃の実家の畳店の隣にある。大例祭では2年に1度中学生流鏑馬が行われる。花乃が中学校2年生の秋に火災になり宝物殿が燃えた。宝物殿には宮司が大事にしている先祖代々伝わる「何か」が安置されていた。周囲に火の気は無く、不審火と思われている。火災の後は他の神社と兼任している別の宮司が通っている。火災の6年後も担当刑事は1人となったものの捜査はされており、花乃も実家を訪れた時に聴取を受けている。
圓城 陽向（えんじょう ひなた）
比々羅木神社の神主の長男で陽大の兄。とても素直な性格で、小さい頃から神職になるための教育をされており、いずれ宮司となり、自身の希望で花嫁として雛を迎える予定だった。祭事の度に花染神社を訪れており、花染神社の氏子らに名前や顔を認識されていた。中学生の時に弓道の関東大会の団体戦に出場し落を務め、花乃・陽大とともに優勝を果たした。火災の夜、部屋にいない雛・陽大を探しに外へ出て、雛が陽大にキスをしているのを目撃、何も言わずその場から逃げてしまう、気が動転したまま宝物殿が炎上しているのを発見、居合わせた花乃の制止を振り切って両親たちが居たであろう宝物殿へ向かい帰らぬ人となった。
圓城（えんじょう -）
比々羅木神社の宮司。陽向・陽大の父親。雛の父の弟。人柄が良く、温和で誰にでも優しい。比々羅木神社の火災に巻き込まれて亡くなった。息子達の命名を兄に頼み、兄の命名する子は息災で育つと根拠もなく言っていた。
圓城（えんじょう -）
比々羅木神社の禰宜。陽向・陽大の母親。周囲の人からはとても責任感が強いという評価がある。花乃に#関連項目着付けを教えるデリカシーのない家族の男達に呆れていた。花乃は「ちょっとおっかない」と感じていた。夫と同じく比々羅木神社の火災に巻き込まれて亡くなった。

#### 比々羅木神社の氏子
火災当日の日中は陽向と買い物をしていた。
氏子総代
天然パーマ風の黒髪で眉毛は濃く眉尻が長く下がっていて、目は細い中年の男性。宮司と陽向を気に入っており、宮元の弓具店で替えの袴を仕立てさせ陽向にプレゼントしたりもしていた。火災の後の病院で、自らを「虫がいい」としながらも陽大が元気になって比々羅木神社へ戻るのを希望していた。

### 花染神社
読みは「はなぞめじんじゃ」。東京都の花染町にある神社。アパートも所有しており、管理は不動産会社に任せている。花染高校後夜祭のフォークダンスを提案し、陽大と踊った女子生徒が大例祭で巫女をしている描写がある。
圓城（えんじょう -）
雛の父。陽向・陽大の伯父。陽向・陽大の父の兄。花染神社宮司。眼鏡をかけている。雛、陽向、陽大の名前を命名した。関西の療養施設から養子として引き取る条件として陽大から実子として扱うよう要求され、後継問題に頭を抱える。
大田（おおた）
権禰宜。よく神社の所有する車を運転している。額が広く、眉尻が下がっている。パソコンが苦手。
かっこちゃん
巫女。背が低く、瞳孔が大きい。ボソボソと喋る。髪型は前髪を後ろに流し、後ろ髪とまとめて一本結びにしている。よく栗ぜんざいを作る。雛とともに境内で倒れていた櫻井を発見した。

#### 花染神社の氏子
沢田（さわだ）
氏子総代長。禿頭で細い垂れ目に眼鏡をかけ、薄い口髭を生やしている老人。陽大の命名式の際、赤子の陽大と会ったことがある。自身の孫の命名を雛の父に頼んだ。総代会で陽大から地域に馴染むため今後、表向きは実子として扱うよう提案をされ、承諾し箝口令を敷いた。

### 宗我部畳店
花乃の家族が経営する畳店。2階建てで１階は作業場、花乃の部屋は2階にある。い草製のコースターなども作っている。
宗我部（そがべ -）
花乃の父。黒く短い髪を逆立てており、うっすらと顎鬚を生やし、目は細く鋭い。火災後、陽大の見舞いに行き雛の家族と会った。花乃が弓道を始めた時にとても喜び、花乃が高校3年生以来弓道を辞めていた間も弓を「花乃の大事なもの」として扱っていた。高校卒業後、花乃の東京での一人暮らしに長らく反対していたが、アパートが花染神社所有のもので雛の紹介ということもあり一人暮らしを認めた。花乃からは陽大が保養所を出たことをまだ知らされていない。
花乃の兄
畳店の跡取り。花乃とはほとんど会話しない。頭にタオルのようなものを巻いて登場する場合が多い。
花乃の母
花乃が弓道の名門大学から料理学校へ進路変更したことを喜んでいた。

### 倭舞中学校弓道部
花乃が3年生になり引退した後は、1年生は2人とも退部し、2年生のみとなった。
田路（たじ） / たのじ
花乃の後輩で陽大の同級生の男子。火災の約1週間後、巻藁試験に合格していないにもかかわらず、先生や上級生の不在をいいことに的前で行射していた。鼻付近にそばかすがある。高校で二輪免許を取得。花乃が高校を卒業する際、卒業式で告白し、フラれた。後に、弓道冊子に載っていた陽大の名前を頼りに花染高校の学園祭を訪れるが校門で止められ、入れないことを知ると陽大を呼び出すように言うが、「彼女」と名乗る楼良を目撃し、自分の知る陽大ではないと感じて退散した。その間、花乃とは連絡を取っていない。
林（はやし） / もやし
花乃の後輩で陽大の同級生の男子。目が細く、眼鏡をかけており、たのじより背が高い。後にたのじとともに花染高校の学園祭に現れた。その際、髪型がアフロ風になっており、更に首の後ろで結んでいた。事前に花乃の中学卒業以来初めて花乃に電話をかけたが、花乃の練習試合直前ということもあり電話はつながらなかった。当時自分より花乃と仲が良かった田路が電話をかけないことに文句を言ったことから田路が花乃に告白したことを知らないと思われる。

### 坊野学園
中学、高校、大学がある。高校は女子高であり弓道の強豪。大学はしばらく古豪であったが近年の活躍もめざましい。
新保 貴美（しんぼ -）
高校の弓道大会で花乃に話しかけてきた女子生徒。中学時代の関東大会で見かけた後、姿を消した陽大が気になっており、花乃に話しかける前には雛にも話しかけていた。団体戦で花乃の所属する倭舞高校に勝った後もずっと花乃を見つめていた。花乃と同じく比々羅木神社での陽大の流鏑馬を見て弓道を始めた。坊ちゃん刈り風の前髪ぱっつんおかっぱ頭。男性のような顔立ちにギョロリとした目をしている。花乃と同じ学年。個人・団体の詳細は不明だが中学時代に関東大会で優勝している。高校も同学園に進み、インターハイの個人戦で優勝した。同大会出場者の印象に残るほどきれいな射形をしている。陽大が高校2年生の時にインターハイ東京都予選を最前列で見ていた。大学2年の時に茴香女子大との練習試合で花乃と再会、お菊に狼狽している花乃に「褒め殺し」に気をつけろと助言した。団体戦で8射皆中し、雛との射詰でも3中連続的心の中央に集めるという機械的な射を見せたが最後で上に抜けてしまい負けた。試合後、花乃と帰り、インターハイで陽大に話しかけることができなかったとこぼした。

#### 大学弓道部
有馬（ありま）
範士。数年前は茴香女子大学でコーチをしており、部員にとても慕われていたが、坊野学園の理事長と再婚したことで茴香女子大学を退き、当大学の指導者となった。特に雛とは親子のように仲が良く、退任が決まった際も、雛は泣きわめく他の部員を制して気持ちよく去れるよう気遣った。雛より背が低く、短髪で前髪を後ろに流している。

### 倭舞高校
花乃が通っていた高校。
お菊先輩
弓道部。花乃の1つ年上の女子生徒。剛毛でおかっぱ風の髪型をしており高校時代は菊人形のように前髪を揃えていたため「お菊先輩」と呼ばれていた。高校2年生の時に花乃とインターハイ予選の団体戦に出場し、花乃の不調もあり敗退した。その際、早気を少しでも意識しないよう務めていた花乃に対し、執拗に励ましの言葉をかけつづけており、それは大会後も部活中ずっと続けた。自身や他の部員が花乃の成績を抜いた後も続け、花乃が退部するほどだった。花乃より背が低く、話す時に語尾を伸ばす。大学は坊野学園に進んだ。また、大学生になり少し痩せた。茴香女子大学との練習試合で花乃と再会し、馴れ馴れしく話しかけ長々と「褒め殺し」をしようとするが、新保が途中で割って入ったため失敗する。その間ずっと花乃を睨みつけており、花乃が気づくとわざとらしい笑顔とジェスチャーに切り替えた。このことから高校当時から中学時代に好成績を残していた花乃を嫌っていたと思われる。

### 学校法人 花染調理師専門学校
高校卒業後、花乃が通い、中退した料理学校。花乃の友人はまだ通っており、花乃は「ソガちゃん」と呼ばれている。

### 茴香女子大学
雛、花乃、楼良が通う女子大。かつては弓道の名門だった。

#### 弓道部
かつては全国大会の常連だったが雛が入学した後、途中で指導者の有馬が坊野学園へ移ったのをきっかけに部の雰囲気が少しずつおかしくなり、やっとのことで出場権を取れるほどまで成績も落ちた。それにより入部希望者も減り現在は部員が少ない。稲葉が着任するまでは眼鏡をかけた中年男性が顧問と監督を兼任していた。練習日は月曜、火曜、木曜でそれ以外は自主トレーニング日となっている。雛が部員が少ないと言っていた間の描写では部員は5人以下だったが、稲葉着任時のミーティングの際は30名以上描かれていた。
野口 京子（のぐち -）
花乃と同学年の1年生。坊野学園との練習試合で花乃と団体戦に出場し、中を務めた。それまで試合への出場経験がなかった。髪型は長めのおかっぱで眉毛が太い。練習での的中率は1割程度。
島津 早穂子（しまづ -）
花乃と同学年の1年生。坊野学園との練習試合で花乃と団体戦に出場し、落を務めた。それまでは部内試合しか出場経験がなかった。眼鏡をかけており少し背が低い。部活中は前髪を後ろに流して頭の後ろで結ぶ。顔向けが浅く、眼鏡を何度か壊しており、練習試合では6個目としてスポーツメガネを購入した。
稲葉（いなば）
花乃が1年生の時に新たに弓道部に着任した指導者の女性。白髪パーマで唇が厚い。弓道場で全国大会のミーティングをする際、まだ部員ではなかった花乃も参加させた。着任後すぐに坊野学園との練習試合を組み、茴香女子大の1立目の大前である花乃に必ず中てるよう命じた。前監督と雛が必死に交渉して招聘した。

### 都立 花染高等学校
入谷 秋（いりや みのる）
陽大が高校2年生の時のクラスメイト。黒髪で細身の眼鏡をかけており、吊り目で瞳孔が大きい。陽大の試合も何度か見ており、インターハイの帰りの花染駅で陽大から花乃を紹介された。生徒会に所属。
眼鏡の女子生徒
生徒会に所属。細い吊り目で丸い眼鏡をかけて、髪はツインテールにし、額を出している。陽大の関東大会を観戦、学園祭の時は校門で入場制限を担当した。口癖は「～っす」。後夜祭で袴を着て胸当てをし、弓を引いていたことからインターハイの後に弓道部に入部したと思われる。作中での呼称は無い。
そばかすの女子生徒
生徒会に所属。二重のたれ目で鼻付近にそばかすがある。髪は淡色でおかっぱ風。陽大の関東大会を観戦した。口癖は「つか、～」。生徒会室では帽子を被り、パソコンを使用している。作中での呼称は無い。

### アケタキャラメル
櫻井（さくらい）
従業員。大学生の花乃が雛と再会した日に神社の境内で体調を崩し倒れて血を流し気絶し、陽大に病院へ運ばれた男性。雛に気があり、花染神社の大例祭への奉仕を希望し手伝った。大例祭以降も信奉者として、退勤後に大田の手伝いをするようになった。ずうずうしい性格で我が物顔で社務所内を歩き回っている所を雛に注意される。以前はIT関連の会社に勤めていた。

### その他の人物
まあくん
陽大が関西の療養施設を出て花染神社で雛と再会した時に近くで泣いていた小さい男の子。礼服を着ていたため披露宴会館から来たと予想して雛が送り届けようとした。

## 用語解説
関東大会
関東中学弓道大会。花乃が中学校2年生の時に花乃らの所属する倭舞中学校や坊野学園が決勝トーナメントに出場し、団体戦男子の部では倭舞中学校が優勝した。新保も別のカテゴリで優勝している。
花染町
東京都にある架空の町。雛の実家である花染神社がある。近隣の駅は花染駅。
倭舞中学校
花乃、陽大、陽向らの出身校。○○川市立の中学校（○の字は切れて読めず詳細不明だが、比々羅木神社には「香名川 桜まつり」というのぼりが立っている）。
まじない
花乃らが出場した中学校の関東大会で予選の時から陽向がやっていた行為。弽をつけた右手の先を胸の中心に充て、目を瞑り少し首を前に傾げる。雛が陽向に教えて、決勝トーナメントの2回戦の前に陽大と花乃も陽向にやらされた。後に雛が楼良にも教えた。
学園祭
第49回花染高校学園祭。陽大を中心とした生徒会が主導して運営している。前年に不審者を不気味に思う生徒が続出し、この年からチケット制になり部外者が自由に入ることができなくなった。後夜祭も同様である。後夜祭では美術部・弓道部・ロボット研究同好会の合同企画であるキャンドル・ファイヤーの後、フォークダンスが行われ生徒たちはマイム・マイムの曲に合わせて踊った。フォークダンスは生徒による投書意見が採用された。

## 物語の舞台
花染駅に酷似した駒込駅、花染神社に酷似した駒込天祖神社などから東京都の豊島区、文京区近辺であると思われる。

## 書誌情報
- くらもちふさこ 『花に染む』 集英社〈クイーンズコミックス〉 全8巻[2]
  1. 2010年08月19日発売、ISBN 978-4-08-865597-0
  2. 2011年03月18日発売、ISBN 978-4-08-865621-2
  3. 2011年12月19日発売、ISBN 978-4-08-865653-3
  4. 2014年01月24日発売、ISBN 978-4-08-865669-4
  5. 2014年11月25日発売、ISBN 978-4-08-865671-7
  6. 2015年06月25日発売、ISBN 978-4-08-865673-1
  7. 2016年03月25日発売、ISBN 978-4-08-865674-8
  8. 2016年11月25日発売、ISBN 978-4-08-865675-5

巻末に作者と弓に関する3ページのエピソード漫画が掲載されている。

## その他
- 作者は父が大学生の頃に弓道部だったということから弓道を取り入れたと述べている[11]。